# إبراهيم تجريده
إبراهيم تجريده (1946 - 2010) هو رقيب وجندي مصري وأحد صائدي الدبابات في حرب أكتوبر.

## حياته ونشأته
من مواليد قرية سملا مركز قطور بمحافظة الغربية.
- بكالوريوس تربية ودبلوم معلمين.

أولاده عمر أحمد وثلاث بنات.

## إنجازه القتالي
كان رقيبا بفصيلة مشاة خلال حرب أكتوبر عبر ضمن وحدته الساتر الترابي ولكن الفصيلة فوجئت بموقع حصين للعدو الإسرائيلي يفتح النيران بكثافة علي قواته وكان قرار قائد الوحدة دفع مجموعة مترجلة إلي الموقع لمهاجمته.
وصعد إبراهيم تجريده إلي تبة عالية تحتها مباشرة الموقع الحصين وكانت مجموعة من 12 فردا يحملون قواذف آر بي جي والرشاشات والقنابل اليدوية وتقدم تجريده وزميل آخر له داخل الموقع ولم يشعر به أحد حتي دخل علي موقع الدبابات فوجد جنديا إسرائيليا يقف علي أول دبابة فضربها وحينما كان يعيد تعمير قاذفة تقدمت دبابة إسرائيلية نحوه فهرب بسرعة من أمامها حتي لاحقته ودهست يده اليسري ومع ذلك أخرج قنبلة يدوية بيده اليمني وألقاها داخل الدبابة فتحولت لكتلة من النيران.

## أوسمة
- حصل على نجمة سيناء.[2]